# 단보아토역
단보아토역(일본어: 田んぼアート駅)은 일본 아오모리현 미나미쓰가루군 이나카다테촌에 위치한 고난 철도 고난 선의 철도역이다. 단선 승강장 1면 1선의 구조를 갖춘 지상역이다.

## 역 주변
- 국도 제102호선

## 역사
- 2013년 7월 27일 : 개업.

## 인접 역
| 고난 철도 고난 선            | 고난 철도 고난 선 | 고난 철도 고난 선        |
| ---------------------------- | ----------------- | ------------------------ |
| 오노에코코마에 히로사키 방면 | ■ 고난 선         | 이나카다테 구로이시 방면 |